# Dany Gignouxová
Danielle „Dany“ Gignouxová (27. května 1944 – 11. srpna 2025) byla švýcarská fotoreportérka a fotografka. 

## Život a kariéra
Gignouxová se narodila 27. května 1944 v Ženevě a navštěvovala jazykovou školu, kde se učila angličtinu a němčinu. V roce 1967 se stala členkou Mezinárodní federace společností Červeného kříže a Červeného půlměsíce a koupila si svůj první fotoaparát, Pentax. V roce 1973 začala spolupracovat s francouzskou fotografickou agenturou Gamma a začala se zabývat folkovou a populární hudbou ve Švýcarsku, spiritualismem v Brazílii a majáky na ostrově Île de Sein ve Francii. V letech 1981 až 1982 pracovala pro švýcarský časopis L'Illustré, kde fotografovala koncerty v Ženevě, nové sídlo Association pour la musique improvisée(fr), karneval v Basileji, africké migranty v Ženevě a turisty ve Švýcarsku a Itálii. Psala také o uzavření kavárny Café Monney v roce 1983.
V roce 1985 se Gignouxová zúčastnila nové mise Mezinárodního výboru Červeného kříže v Etiopii, během níž fotografovala uprchlické tábory. V letech 1986 až 1987 režírovala program s názvem „La Suisse au du temps“ v Radio Télévision Suisse, který zahrnoval i zpravodajství o St. Martin's Day in Switzerland(fr) a tradiční švýcarské řeznictví v Bas-Valais(fr). V roce 1989 doprovázela soubor Mir Caravane během jejich turné po Evropě.
Dany Gignouxová zemřela v Plan-les-Ouates 11. srpna 2025 ve věku 81 let.